# Georges Gandil
Georges Gandil (n. 18 mai 1926, Bruniquel, Midi-Pyrénées, Franța – d. 24 octombrie 1999, Bruniquel, Midi-Pyrénées, Franța) a fost un canoist ce a reprezentat Franța, medaliat olimpic. A participat la o ediție a Jocurilor Olimpice (1948) în care a câștigat două medalii de bronz.